# Microsoft Copilot
Microsoft Copilot es un asistente virtual de inteligencia artificial desarrollado el 7 de febrero de 2023 por Microsoft que está disponible en Microsoft Edge tanto para Windows 10 como para Windows 11 así como para dispositivos móviles ya sea mediante la app directa o con su integración con Edge para móviles.
Utiliza un modelo de lenguaje de gran tamaño para generar texto, traducir idiomas, crear diferentes tipos de contenido creativo y responder a tus preguntas de forma informativa. También puede realizar algunas tareas en Windows 11, como escribir código, crear presentaciones y editar documentos.
Está disponible en dos versiones: Microsoft Copilot para Windows 11, para todos los usuarios, y Microsoft 365 Copilot, que está disponible solo para los suscriptores de Microsoft 365 (antes Microsoft Office).

## Historia
Microsoft implementó una importante actualización a Bing el 7 de febrero de 2023, conocida como el «nuevo Bing». Introdujeron una función de chatbot llamada Bing Chat, inicialmente disponible para usuarios de Microsoft Edge y la aplicación móvil de Bing. Según reportó Microsoft, más de un millón de personas se unieron a la lista de espera en las primeras 48 horas. Se eliminó la lista de espera en mayo, y en julio, Bing Chat se hizo disponible para navegadores no-Edge.
Durante demostraciones a periodistas, Bing Chat mostró algunas alucinaciones y fue criticado por su tendencia argumentativa en comparación con ChatGPT. En marzo, se incorporó un generador de imágenes AI basado en DALL-E 2 de OpenAI. En octubre, se actualizó a DALL-E 3, pero surgieron problemas con la generación inapropiada de imágenes, lo que llevó a Microsoft a imponer un filtro más estricto días después.
El 16 de marzo de 2023, Microsoft anunció Microsoft 365 Copilot, destinado a mejorar la productividad en las aplicaciones y servicios de Microsoft 365. Se centró en realizar tareas tediosas para aumentar la creatividad y productividad del usuario. En julio, se lanzó Microsoft Copilot con un costo de $30 por usuario al mes para ciertos planes de Microsoft 365.
El 21 de septiembre de 2023, Microsoft renombró a "Microsoft 365 Copilot" como simplemente "Copilot" y lo hizo disponible para clientes empresariales de Microsoft 365. El 15 de noviembre, Bing Chat se renombró e integró al ecosistema Copilot. En diciembre de 2023, Copilot se agregó sin costo a muchas instalaciones de Windows 11, con más instalaciones y soporte limitado para Windows 10 programados para el futuro. En ese mismo mes, Microsoft lanzó la aplicación de Copilot para Android.

## Características
Entre las características más relevantes de Copilot se encuentran:
- Autocompletación de código: puede completar código en una variedad de lenguajes de programación, incluyendo Python, JavaScript, C++ y Java.[19]
- Creación de contenido: permite crear diferentes tipos de contenido creativo, incluyendo artículos, guiones, poemas, canciones e imágenes.[20]
- Respuesta a preguntas: puede responder a preguntas de forma informativa, incluso si son abiertas, desafiantes o extrañas. Tiene tres estilos para responder, más creativo, más equilibrado y más preciso.
- Ayuda con tareas: Copilot puede realizar algunas tareas en Windows 11, crear presentaciones y editar documentos.[21]

## Integración de GPT-4
En marzo de 2023 se conoció que Microsoft estaba integrando GPT-4 en el que sería su asistente virtual basado en inteligencia artificial. Antes, ya lo había incluido en su buscador Bing y se podía utilizar con la función Bing Chat.